# 林頌鎧
林頌鎧（英語：Lam Chung-Hoi，1960年—)，香港建制派政治人物，曾任香港屯門區議會兆置選區議員，前民主黨黨員。

## 參選經歷

### 1999年區議會選舉
1999年香港區議會選舉，原任兆置區議員民主黨陳根錦改往兆麟選區爭取連任，民主黨派出林頌鎧參選兆置選區。結果林頌鎧以接近七成得票（1,388票），擊敗民建聯黃燦發（623票）當選。

### 2003年區議會選舉
2003年10月24日，林頌鎧獲時任兆置選區選舉主任鍾少騰確認提名，成為區議會選舉2號候選人，對手為報稱獨立的王加良。 結果林以超過八成（2,819票）撃敗對手（487票）連任。

### 2007年區議會選舉
2007年10月25日，林頌鎧獲時任兆置選區選舉主任鍾少騰確認提名，成為區議會選舉3號候選人，爭取再度連任。 11月18日，林以2,690票，近一千九百票之差，力壓民建聯成員廖俊權（800票）及再次參選的王加良（251票），成功當選。

### 2011年區議會選舉
2011年9月17日，林頌鎧向選舉事務處遞交提名參選2011年香港區議會選舉。 同年10月10日獲時任兆置選區選舉主任張國財接納提名，成為當區1號候選人，對手是獨立的王加良和羅耀銓。 結果林獲得2,854票，接近七成半當選連任。

### 2014年香港政制改革諮詢
2014年3月19日，香港泛民主派發起「普選絕食團」，決定3月28日在中環滙豐總行大廈外無限期絕食，反對中共政府、建制派及香港特區政府否決泛民主派提出的特首選舉三軌提名方案。 絕食團包括17名泛民主派人士，包括時任民主黨立法會議員何俊仁、單仲偕、工黨立法會議員何秀蘭及張國柱等，時為民主黨黨員的林頌鎧亦有參與。 直至絕食第三日（3月31日）晚上，林頌鎧及工黨葉榮、時任民主黨區議員黃麗嫦因身體問題，宣佈退出絕食。

### 2015年區議會選舉
林頌鎧在選舉提名期首日（2015年10月2日）遞交提名，參選2015年香港區議會選舉競逐連任。 。10月26日獲時任兆置選區的選舉主任劉淦權確認，成為該區1號候選人，對手分別是民建聯成員李靜儀及長期於當區參選的王加良。 最後林以3,551票（67%）擊敗其餘兩位對手成功連任。

### 2019年區議會選舉
2019年10月4日，林頌鎧向選舉事務處遞交提名參選2019年香港區議會選舉，同區還有報稱五金店東主，參選多屆的王加良競逐兆置選區議席。 10月31日獲屯門民政專員、選舉主任馮雅慧確認提名有效。 結果林頌鎧擊敗王加良成功連任，更取得5,798票，成為當屆屯門區議會的「票王」。

### 退出民主黨
2020年1月2日，民主黨的屯門區議會恆福選區議員朱順雅宣佈退出民主黨，而根據香港01、蘋果日報及東方日報的報導，同屬民主黨的屯門區議會兆置選區議員林頌鎧亦已退黨。 其後林表示已經退黨，以獨立身份繼續地區工作，暫時沒有打算加入其他政黨，更由民主派轉至建制派。2021年香港立法會選舉期間，林為新思維黃俊瑯站台。

### 卸任
林氏於2023年香港區議會選舉不再競逐連任，於是交由兒子林的徽出選新設立的地區委員會界別。林的徽最終以143票順利當選。

## 外部連結
- 屯門區議會 - 屯門區議會議員資料 林頌鎧先生 （页面存档备份，存于）

| 議會席位      | 議會席位                                               | 議會席位                |
| ------------- | ------------------------------------------------------ | ----------------------- |
| 前任： 陳根錦 | 屯門區議會 兆置選區區議員 2000年1月1日－2023年12月31日 | 繼任： （無，選區取消） |